# Walt Disney Records
Walt Disney Records és un segell discogràfic nord-americà de Disney Music Group. El segell publica àlbums de bandes sonores dels estudis cinematogràfics, sèries de televisió, parcs temàtics i àlbums d'estudi tradicionals de The Walt Disney Company produïts per la seva llista d'artistes pop, adolescents i country.
Va Ser establert el 1956 sota el nom de Disneyland Records. Abans d'aquest moment, els enregistraments de Disney tenien llicència a una varietat d'altres segells com RCA, Decca, Capitol, ABC-Paramount i United Artists. Va ser la llegenda de Disney Jimmy Johnson qui va convèncer el germà de Walt Disney, Roy O. Disney, que Walt Disney Productions (ara The Walt Disney Company) hauria de formar el seu propi segell discogràfic. Va adoptar el seu nom actual l'any 1988 i actualment està distribuït per Universal Music Group. Alguns dels seus discos són High School Musical, The Cheetah Girls 2, "Hannah Montana" del 2006.